# Neotanais gardineri
Neotanais gardineri är en kräftdjursart som beskrevs av Larsen 1999. Neotanais gardineri ingår i släktet Neotanais och familjen Neotanaidae. Inga underarter finns listade i Catalogue of Life.